# W67
A W67 foi uma ogiva termonuclear desenhada pelos Estados Unidos que foi desenvolvida na metade da década de 1960, mas foi cancelada antes de que uma única ogiva fosse produzida ou entrasse em serviço em 1967.
A W67 foi intentada para ser uma nova ogiva para ambos os mísseis balísticos baseados em silos terrestres, especificamente o UGM-73 Poseidon e o LGM-30 Minuteman.
O desenho foi feito no Lawrence Radiation Laboratory (agora Lawrence Livermore National Laboratory).
Após o seu cancelamento, a ogiva W68 foi utilizada para o míssil Poseidon e a W78 foi utilizada para o Minuteman III.